# Dapsonă
Dapsona (cunoscută și sub denumirea de DDS care provine de la 4,4'-diamino-difenil-sulfonă), este un antibiotic utilizat în general alături de rifampicină și clofazimină pentru tratamentul leprei. Este un medicament de linia a doua pentru tratamentul și prevenirea pneumoniei pneumococice și pentru prevenirea toxoplasmozei la acele persoane care au funcții imunitare slabe. În plus, a mai fost folosit pentru acnee, precum și pentru alte afecțiuni ale pielii. Dapsona se administrează atât sub formă injectabilă, cât și pe cale orală.

## Efecte secundare
Exemple de efecte secundare severe sunt: scădere a celulelor sanguine, distrugere a celulelor roșii mai ales la acele persoane cu deficiență de glucozo-6-fosfat dehidrogenază (G-6-PD) sau hipersensibilitate. Efectele secundare comune sunt greața și pierderea poftei de mâncare. Alte efecte secundare sunt inflamarea ficatului și un număr de tipuri de erupții cutanate. Încă nu este clar dacă utilizarea pe timpul sarcinii este sigură, dar unii medici recomandă continuarea tratamentului în cazul celor care suferă de lepră. Face parte din clasa sulfonă.

## Societate și cultură
Dapsona a fost studiat ca antibiotic pentru prima oară în anul 1937. Utilizarea acestuia pentru tratamentul leprei a început în anul 1945. Acesta se află pe lista medicamentelor esențiale ale Organizației Mondiale a Sănătății, cuprinzând cele mai importante medicamente dintr-un sistem medical de bază. Tratamentul ce se administrează sub formă orală este disponibil sub forma unui medicament generic și nu este foarte scump.